# Luoma-aho
Luoma-aho är en tätort (finska: taajama) i Alajärvi stad (kommun) i landskapet Södra Österbotten i Finland. Vid tätortsavgränsningen den 31 december 2021 hade Luoma-aho 237 invånare och omfattade en landareal av 1,72 kvadratkilometer.